# Polystigma fulvum
Polystigma fulvum es un hongo patógeno de las plantas. El almendro es uno de los principales cultivos que sufre sus ataques. Produce coloración ocre en las hojas, perdiendo estas su poder fotosintético y pudiendo llegar a defoliarse en caso de fuertes ataques. En España se le conoce vulgarmente como mancha ocre.